# Adrián Cáceres
Claudio Adrián Cáceres, avstralski nogometaš, * 10. januar 1982, Buenos Aires, Argentina.